# Alex Consani
Alex Monette Consani (nata il 23 luglio 2003) è una modella, influencer e comica statunitense. Ha iniziato la sua carriera da modella nel 2015 ed è quindi divenuta, all'età di soli 12 anni, la modella transgender più giovane al mondo.
In seguito alla firma del contratto con IMG Models nel 2019, Consani ha iniziato a pubblicare contenuti sulla piattaforma social TikTok nel 2020, durante la pandemia di COVID-19, ed è così diventata popolare online per i suoi video comici, ottenendo oltre tre milioni di follower entro il 2024.
Nel 2024, Consani è stata la prima modella transgender a vincere il premio Fashion Award come modella dell'anno e, insieme alla modella Valentina Sampaio, a sfilare nel Victoria's Secret Fashion Show .